# 第一次世界大战的赔款
在第一次世界大戰結束後，凡爾賽條約第231條被批准，同盟國被迫向協約國提供戰爭賠款。每個被擊敗的大國都被要求以現金或實物支付。由於戰後奧地利、匈牙利和土耳其的財政狀況，幾乎沒有支付賠償金，並且取消了賠償要求。保加利亞只支付了所需費用的一小部分，其賠償數額減少，然後被取消。歷史學家已經認識到德國要求支付賠償是“戰後時代的主要戰場”和“法國和德國之間關於是否執行或修改凡爾賽條約的權力鬥爭的焦點。”
凡爾賽條約（1919年簽署）和1921年倫敦付款時間表要求德國支付1320億金馬克（約等於当时330億美元，黄金47000吨），以支付戰爭期間造成的平民損失。這一數字分為三類債券：A、B和C。其中，德國被要求無條件地支付總額為500億馬克（約等於当时125億美元）的“A”和“B”債券。剩餘的“C”債券的支付是免息的，並且取決於魏瑪共和國的支付能力，這將由盟軍委員會進行評估。
由於德國沒有支付賠款，法國於1923年佔領魯爾區以強制賠款，由此引發了國際危機，並導致1924年道威斯計劃的實施。該計劃概述了一種新的付款方式，並籌集了國際貸款來幫助德國以履行其賠償承諾。儘管如此到1928年，德國還是呼籲制定一項新的付款計劃，從而製定了揚計劃，該計劃將德國的賠款要求定為1120億馬克（263億美元），並製定了德國在1988年之前完成付款的付款時間表。1931年德國經濟崩潰，賠償被暫停一年，並在1932年洛桑會議期間被完全取消。1919年至1932年間，德國支付的賠款不到210億馬克。
德國人民視賠償為國恥，德國政府同時也努力破壞凡爾賽條約的有效性和支付要求。英國經濟學家約翰·梅納德·凱恩斯稱該條約是迦太基方式的和平，並將在經濟上摧毀德國。他的論點對歷史學家、政治家和廣大公眾產生了深遠的影響。儘管凱恩斯的論點和後來的歷史學家不斷支持或強化凱恩斯的觀點，但當代歷史學家的共識是，賠償並不像德國人或凱恩斯所提到的那樣不能容忍，並且如果有政治意願，德國有能力支付賠款。同樣的二戰後，西德同意支付一戰賠款。1953年《關於德國外債的協議》達成了一項還清剩餘50%賠款的協議。最終所有賠款於2010年10月3日支付，德國將一戰賠款全部還清。